# Ванага, Мелания
Мелания Ванага (латыш. Melānija Vanaga, урождённая Шлейя, Šleija, 4 сентября 1905, Драбешская волость, Лифляндская губерния — 23 сентября 1997, Царникава, Рижский район) — латышская журналистка, писательница, культурный историк и юрист. Автор культурно-исторического эпоса «Собрание душ» (Dvēseļu pulcēšana, 1993—1999) в семи томах. В книгах рассказывается о важных событиях в истории латышского народа с XVII века до наших дней. Книга «На берегу Вель-реки» (Veļupes krastā) — одно из самых ярких изображений депортации в Сибирь в латышской литературе. Офицер ордена Трёх звёзд (1994), высшей государственной награды.

## Биография
Родилась 4 сентября 1905 года в селе Сермули Драбешской волости в Лифляндской губернии Российской империи. Отец — Янис Шлейс (Jānis Šleijs), крестьянин, бухгалтер сельского банка. Мать — Эмилия Шлейя (Emīlija Šleija), урождённая Намис (Ņamis) из Арайши.
В 1912 году поступила в начальную школу в Амата (Долес) в Аматской волости. В 1925 году окончила гимназию в Цесисе. В 1925 году переехала в Ригу, в 1925—1932 годах училась на факультете экономики и права Латвийского университета, где изучала юриспруденцию.
Во время учёбы в 1931 году вышла замуж за Александра Ванагса (Aleksandrs Vanags, расстрелян в 1942 году). В 1932 году родила сына Алниса (Alnis Vanags, 1932–1990).
В 1929—1938 годах работала в Рижском окружном суде и консультировала присяжных адвокатов в Судебной палате, одновременно работала на Латвийском радио и в газете Brīvā Zeme.
В 1938 году переехала с семьёй в Даугавпилс, где муж получил должность главного редактора газеты Daugavas Vēstnesis. Мелания Ванага возглавила отдел газеты Daugavas Vēstnesis.
В 1940 году Ванага уволена из газеты и жила в Драбешской волости.
В ходе Июньской депортации 1941 года Меланию Ванагу вместе с восьмилетним сыном выслали 14 июня 1941 года в пункт депортаций в Тюхтет Красноярского края. Работала на разных должностях, в основном на животноводческой ферме.
В 1957 году вернулась в Латвию, жила в Драбешской волости. Работала пастухом. С 1958 года собирала документы по истории родного края. На основе этих документов Мелания Ванага написала культурно-исторический эпос «Собрание душ» (Dvēseļu pulcēšana, 1993—1999) в семи томах. Коллекция документов, собранных Меланией Ванагой, в 100 томах частично хранится в Национальной библиотеке.
С 1962 года жила с сыном в Риге. В 1962–1964 годах работала гардеробщицей в столовой моряков.
В 1994 году награждена орденом Трёх звёзд.
Умерла 23 сентября 1997 года в Риге. Похоронена на Балтэзерсском кладбище.

## Память
В 1992 году в Аматской волости открыт памятник «Светакменс» (Svētakmens) жертвам репрессий 1941, 1949 гг. На камне выбиты имена, фамилии и номера домов репрессированных.
2 сентября 2000 года в начальной школе в Аматской волости создан мемориальный музей Мелании Ванаги (Melānijas Vanagas muzejs).  Рядом с камнем «Светакменс» в 2010 году открыта сибирская землянка, созданная сибирскими детьми, высланными в 1941 году. Её внешний вид и обстановка создают реальное представление о жизни в ссылке.
В 2010 году режиссёр Валтерс Силис (Valters Sīlis) поставил «На берегу Вель-реки» Мелании Ванаги на сцене Латвийского национального театра.
Латгальский режиссер Виестурс Кайриш в 2016 году снял историческую драму «Хроники Мелании» по книге «На берегу Вель-реки», прообразом главной героини которой стала Мелания Ванага. Фильм выдвигался на «Оскар». В 2017 году фильм был номинирован на в 13 номинациях на премию «Большой Кристап» Латвийского союза кинематографии и победил в шести, включая «Лучший полнометражный игровой фильм», режиссер картины Виестурс Кайриш был назван лучшим режиссером года, а лучшей актрисой года названа Сабине Тимотео за роль Мелании. Награда Сабине Тимотео хранится в музее Мелании Ванаги.

## Публикации на русском языке
- Ванага, Мелания. На берегу Вель-реки, 1941-1957 = Veļupes krastā (1941–1957) / пер. с латыш.: Роальд Добровенский. — Рига: Фонд развития Аматского края, 2014. — 495 с. — ISBN 978-9934-14-253-6.